# Erzbistum Mbeya
Das Erzbistum Mbeya (lateinisch Archidioecesis Mbeyaënsis, Swahili Jimbo Kuu la Mbeya) ist eine in Tansania gelegene römisch-katholische Erzdiözese mit Sitz in Mbeya.

## Geschichte
Das Bistum Mbeya wurde am 18. Juli 1932 durch Papst Pius XI. mit der Apostolischen Konstitution Cum munus apostolicum aus Gebietsabtretungen des Apostolischen Vikariates Tanganjika als Mission sui juris Tukuyu errichtet. Die Mission sui juris Tukuyu wurde am 29. März 1938 durch Pius XI. mit der Apostolischen Konstitution Si qua zur Apostolischen Präfektur erhoben. Die Apostolische Präfektur Tukuyu wurde am 14. Juli 1949 durch Papst Pius XII. mit der Apostolischen Konstitution Merito ad potiorem zum Apostolischen Vikariat erhoben und in Apostolisches Vikariat Mbeya umbenannt.
Am 25. März 1953 wurde das Apostolische Vikariat Mbeya durch Pius XII. mit der Apostolischen Konstitution Quemadmodum ad Nos zum Bistum erhoben und dem Erzbistum Tabora als Suffraganbistum unterstellt. Das Bistum Mbeya gab am 25. März 1972 Teile seines Territoriums zur Gründung des Bistums Singida ab. Am 18. November 1987 wurde das Bistum Mbeya dem Erzbistum Songea als Suffraganbistum unterstellt.
Am 21. Dezember 2018 erhob Papst Franziskus das Bistum Mbeya zum Erzbistum und unterstellte ihm die Bistümer Iringa und Sumbawanga als Suffraganbistümer.

## Ordinarien

### Superiore von Tukuyu
- Max Theodor Franz Donders MAfr, 1932–1938

### Apostolische Präfekten von Tukuyu
- Ludwig Haag MAfr, 1938–1947
- Antoon van Oorschoot MAfr, 1947–1949

### Apostolische Vikare von Mbeya
- Antoon van Oorschoot MAfr, 1949–1953

### Bischöfe von Mbeya
- Antoon van Oorschoot MAfr, 1953–1964
- James Dominic Sangu, 1966–1996
- Evaristo Marc Chengula IMC, 1996–2018

### Erzbischöfe von Mbeya
- Gervas John Mwasikwabhila Nyaisonga, seit 2018